# Fontaine d'Urbain II
La fontaine d'Urbain II, dit aussi Monument des croisades, est une fontaine située sur la place de la Victoire à Clermont-Ferrand en France. 

## Présentation
La fontaine est réalisée en 1898, d'après une idée lancée en 1895 lors des commémorations du huitième centenaire de la première croisade. Elle est inaugurée le 1er octobre 1898.
L’architecte Jean Teillard a conçu le piédestal, les bassins et le réservoir en lave de Volvic, avec un décor au bestiaire néogothique.  
La statue sommitale en bronze, œuvre du sculpteur Henri Gourgouillon, représente le pape Urbain II, qui a prononcé l'appel de Clermont le 27 novembre 1095, un appel à la croisade, lors du Concile de Clermont. Il fait face à la cathédrale et désigne de la main droite la direction de la Terre Sainte.
La fontaine est inscrite aux monuments historiques depuis 1994.

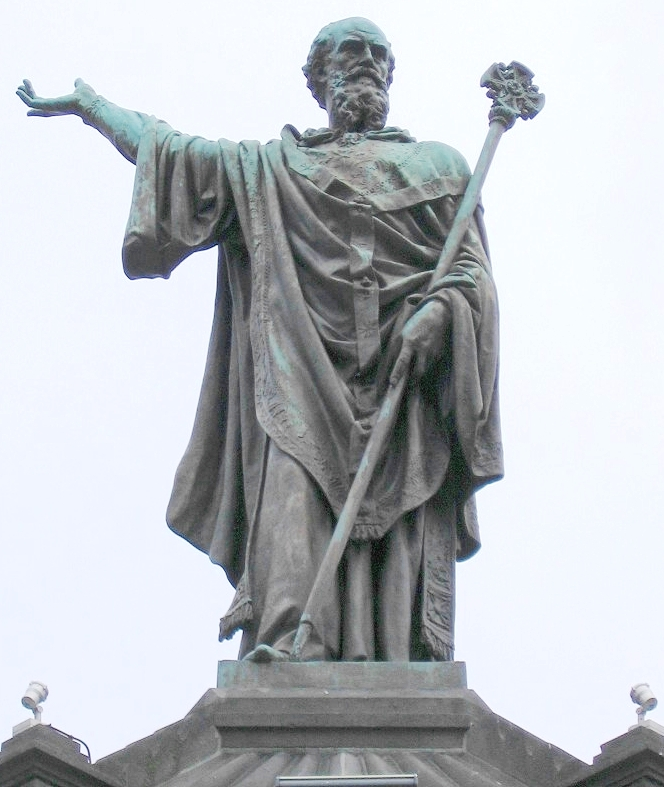
Statue d'Urbain II.
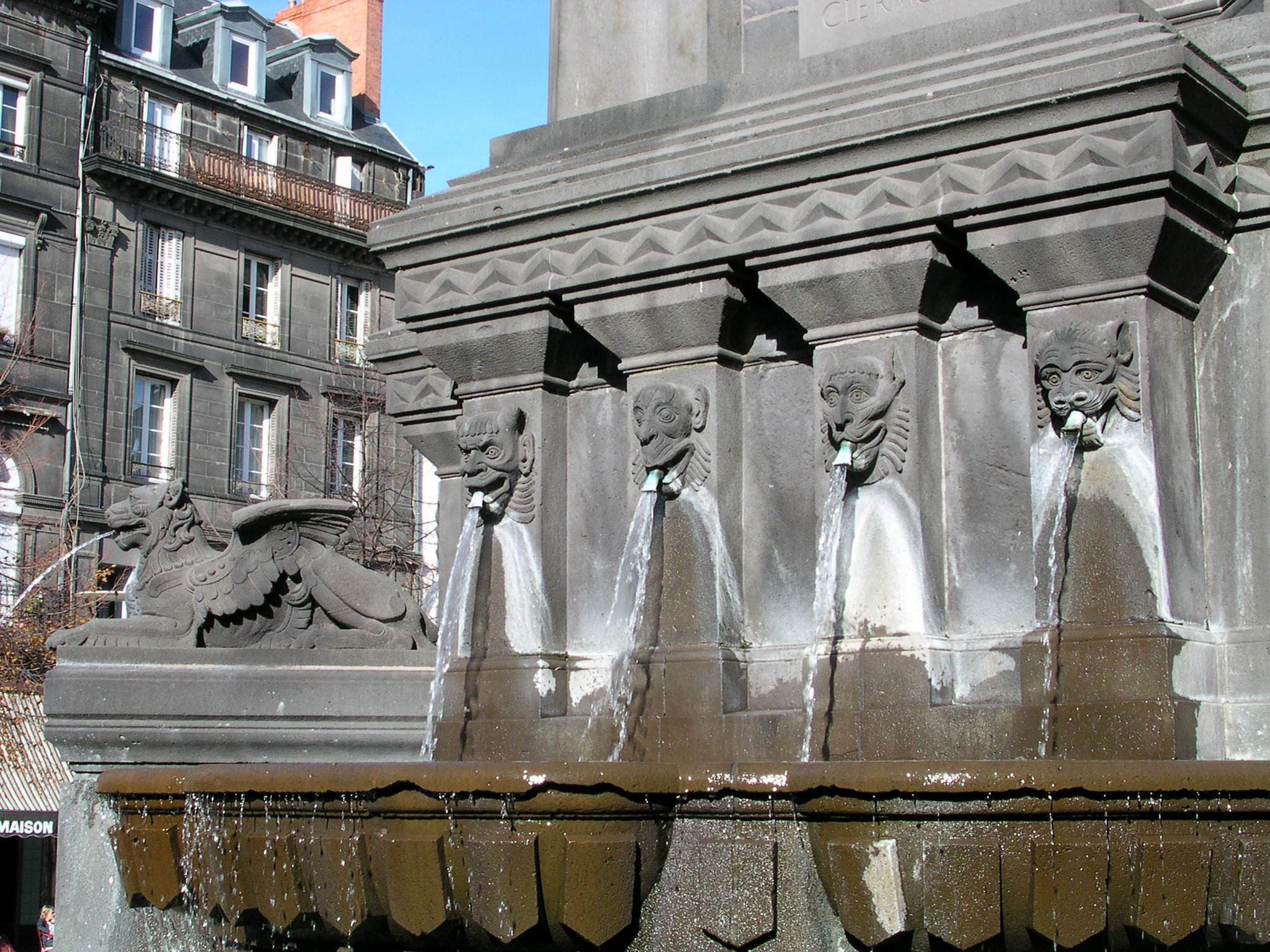
Détail du piédestal.